# 普尔错
普尔错（藏語：ཕུར་མཚོ，威利转写：phur mtsho，THL：Pur Tso）位于中国西藏自治区西部阿里地区日土县境内，地处日土县东北部，昆仑山南部的断陷盆地内。湖面海拔5054米，面积40.12平方公里。湖东北和西南部各有一半岛伸入湖中，将湖面分成北、中、南三部分。湖水存在北淡南咸的分异现象。湖区气候寒冷干燥，年均气温-6～-4℃，年均降水量75毫米。湖水主要依靠东部月牙湖来水补给，集水区面积1514.9平方公里，补给系数37.8。